# Job Bovelander
 (février 2019).
Si vous disposez d'ouvrages ou d'articles de référence ou si vous connaissez des sites web de qualité traitant du thème abordé ici, merci de compléter l'article en donnant les références utiles à sa vérifiabilité et en les liant à la section « Notes et références ».
Pour le joueur néerlandais de hockey sur gazon, voir Floris Jan Bovelander.
Job Bovelander, né le 11 janvier 1990 à Voorburg,,, est un acteur, chanteur et auteur-compositeur-interprète néerlandais.

## Filmographie

### Cinéma et téléfilms
- 2003 : Onderweg naar Morgen : Olivier
- 2009 : Zeg 'ns Aaa (nl) : Pim van der Ploeg
- 2011 : Shadow et moi : Yuksal
- 2011 : Slot Marsepeinstein (nl) : Zwarte Piet
- 2012 : De Club van Sinterklaas & Het Geheim van de Speelgoeddokter (nl) : Coole Piet
- 2012 : De Club van Sinterklaas: Pieten Nieuws Live (nl) : Coole Piet
- 2012 : Moeder, ik wil bij de Revue (nl) : Billy
- 2013 : Doris : Verhuizer
- 2013 : De Club van Sinterklaas & De Pietenschool : Coole Piet
- 2013 : Post Voor Sint : Coole Piet
- 2013 : De Club van Sinterklaas: Dansschool (nl) : Coole Piet
- 2014 : Familie (en) : Jonas Lybaert
- 2014 : De Club van Sinterklaas & Het Pratende Paard (nl) : Coole Piet
- 2014 : Nieuwe buren (nl) : Le scientifique dans le laboratoire
- 2015 : VIPS TV: Reportages : Coole Piet
- 2015 : De Club van Sinterklaas & De Verdwenen Schoentjes (nl) : Coole Piet
- 2015-2016 : Dokter Tinus : Gijs de Groot
- 2016 : Sneekweek : Eric
- 2016 : Mouna's Keuken (nl) : Thijs Donders
- 2016 : De Club van Sinterklaas & Geblaf op de Pakjesboot : Coole Piet
- 2017 : Familie Kruys (nl) : Job Bovelander
- 2017 : Sinterklaas & het gouden hoefijzer : Coole Piet
- 2017 : De Club van Sinterklaas: Live (nl) : Coole Piet
- 2018 : Ik Weet Wie Je Bent (nl) : Le reporter du crime
- 2018 : Sinterklaas en de Vlucht door de Lucht : Coole Piet

## Théâtre

### Pièces et comédies musicales
- 1999-2000 : Elisabeth : Le petit Rudolf
- 2001 : Robin Hood : Rôle inconnu
- 2002-2004 : The Sound of Music : Friedrich von Trapp
- 2005 : Anna en de 7 Zwavelstokjes
- 2005-2006 : Merlijn : Rôle inconnu
- 2006-2007 : Pietje Bell : L'ange
- 2008-2009 : Op hoop van zegen : Barend
- 2009-2010 : Hoe overleef ik mijn eerste zoen? : Thomas
- 2010-2011 : Volendam : Tom
- 2012 : De zangeres zonder naam : Rôle inconnu
- 2012-2013 : De Jantjes : Schele Manus
- 2013 : Eindeloos : Tom
- 2014 : Sonneveld : Friso Wiegersma
- 2014 : ANNE : Peter van Pels
- 2016 : Ciske de Rat : Jan Verkerk
- 2017 : Het verzet kraakt : Douwe Mik

## Discographie

### Singles
- 2012 : 1 Sinterklaas
- 2012 : Sinds die ene nacht
- 2013 : Een echte Piet
- 2013 : Zo
- 2013 : Een echte piet